# Miguel Jordán (taekwondo)
Miguel Jordán es un deportista español que compitió en taekwondo. Ganó una medalla de bronce en el Campeonato Mundial de Taekwondo de 1991 y una medalla de bronce en el Campeonato Europeo de Taekwondo de 1988.

## Palmarés internacional
| Campeonato Mundial | Campeonato Mundial | Campeonato Mundial | Campeonato Mundial |
| Año                | Lugar              | Medalla            | Categoría          |
| ------------------ | ------------------ | ------------------ | ------------------ |
| 1991               | Atenas (Grecia)    | Medalla de bronce  | +83 kg             |
| Campeonato Europeo |                    |                    |                    |
| Año                | Lugar              | Medalla            | Categoría          |
| 1988               | Ankara (Turquía)   | Medalla de bronce  | –83 kg             |